# The Sims 2: University
The Sims 2: University è il primo expansion pack per il videogioco di simulazione per PC The Sims 2 che ha come tema principale l'Università. Permette infatti ai personaggi del gioco, una volta raggiunta l'adolescenza, di lasciare la famiglia e andare all'università.

## Età giovane adulto
Una volta entrato nel campus il Sim automaticamente cambierà l'età nel nuovo stadio di "giovane adulto". Questa fascia d'età è una deviazione opzionale, non è obbligatorio passarci. I Sims giovani adulti sono identici ai Sims adulti ma ci sono alcune cose che non possono fare, come sposarsi, provare ad avere/adottare un bambino, adottare un animale, fare carriere da adulto.
La durata del periodo in cui si è "giovani adulti" non è misurata in giorni, ma in semestri. L'età giovane adulto non potrà essere usata al di fuori del quartiere universitario e tale regola si può capire entrando nella modalità "Crea una famiglia" : infatti non sarà disponibile l'età giovane adulto.
Un sim adolescente, subito dopo essere diventato un adulto, inizierà a piangere per non aver mai frequentato l'università.
Esistono tre università: l’Accademie Le Tour, un po' più "sofisticata", l’Università di Stato, la standard e il Politecnico La Fiesta, con lo stile gotico.

## I nuovi college
Inoltre, una volta finita l'università, i sims laureati, o che hanno abbandonato il college, presenteranno un'icona sotto il loro ritratto. Per chi si laurea al college, l'espansione permette al sim di avere più possibilità di scelta nel mondo del lavoro, compresa quella di scegliere, una volta adulti, quattro nuove carriere: "artistica", "paranormale", "scientifica naturale" e "spettacolo".

## Regole Universitarie
Alle matricole si assegna di default il corso di studi "indeciso" che deve essere deciso prima dell'ultimo anno, altrimenti viene automaticamente deciso come "filosofia". I Sims devono completare quattro anni di università per laurearsi; ogni anno è diviso in due semestri, ciascuno di tre giorni. Non ci sono vacanze, nel senso che non appena superato l'esame comincia il semestre successivo, e se un Sim viene bocciato a un esame deve ripeterlo il semestre successivo e se non lo supera viene espulso. Se il Sim riceve la laurea, ha 72 ore per festeggiare prima della cerimonia. A quel punto, il Sim parteciperà alla cerimonia di laurea e poi ritornerà al suo quartiere d'origine.
Al termine di ogni anno il Sim riceverà molti vantaggi:
- Quando un Sim termina il primo anno i desideri diventeranno 5
- Quando un Sim termina il secondo anno apparirà una finestra che permette di cambiare l'aspirazione del Sim. Con l'aspirazione cambierà anche il desiderio della vita. (Quest'opzione è facoltativa)
- Quando un Sim termina il terzo anno potrà bloccare due desideri alla volta
- Quando un Sim termina il quarto anno si sbloccherà il premio della "carriera universitaria", il Diploma. Se il Sim ha conseguito la laurea con la lode i desideri diventeranno 6

Il Sim può abbandonare l'università in qualsiasi momento, senza perdere i privilegi guadagnati. Ma se, invece, il Sim viene espulso i timori diventeranno 4.

## Specializzazioni
Il gioco permette di inserire nel proprio quartiere tre tipi di università in cui giocare: "Università di Stato", "Politecnico La Fiesta", "Académie Le Tour".
Tutte e tre le università offrono 11 specializzazioni, ognuna delle quali ha a disposizione vari corsi e richiede lo sviluppo di differenti combinazioni di abilità, se si ha i voti massimi i bonus lavorativo vale per tutti i lavori. Queste sono le specializzazioni che possono essere scelte:
- Arte
  - Abilità primaria: Creatività.
  - Altre abilità richieste: Cucina, Meccanica, Carisma.
  - Carriere collegate: Artistica, Fannullone, Culinaria.
- Biologia
  - Abilità primaria: Logica.
  - Altre abilità richieste: Meccanica, Corpo, Pulizia.
  - Carriere collegate: Scienze Naturali, Forze dell'Ordine, Medica.
- Arte Drammatica
  - Abilità primaria: Carisma.
  - Altre abilità richieste: Corpo, Logica, Creatività.
  - Carriere collegate: Spettacolo, politica, Sportiva.
- Economia
  - Abilità primaria: Carisma.
  - Altre abilità richieste: Meccanica, Logica, Creatività.
  - Carriere collegate: Affari, Politica, Spettacolo.
- Storia
  - Abilità primaria: Logica.
  - Altre abilità richieste: Meccanica, Carisma, Creatività.
  - Carriere collegate: Militare, Artistica, Politica.
- Letteratura
  - Abilità primaria: Creatività.
  - Altre abilità richieste: Meccanica, Carisma, Corpo.
  - Carriere collegate: Crimine, Fannullone, Spettacolo.
- Matematica
  - Abilità primaria: Logica.
  - Altre abilità richieste: Meccanica, Creatività, Pulizia.
  - Carriere collegate: Scienze Naturali, Scienze, Crimine.
- Filosofia
  - Abilità primaria: Logica.
  - Altre abilità richieste: Cucina, Carisma, Creatività.
  - Carriere collegate: Fannullone, Culinaria, Paranormale.
- Fisica
  - Abilità primaria: Meccanica.
  - Altre abilità richieste: Logica, Creatività, Pulizia.
  - Carriere collegate: Scienze, Medica, Paranormale.
- Scienze Politiche
  - Abilità primaria: Carisma.
  - Altre abilità richieste: Corpo, Creatività, Pulizia.
  - Carriere collegate: Politica, Spettacolo, Militare.
- Psicologia
  - Abilità primaria: Logica.
  - Altre abilità richieste: Carisma, Creatività, Pulizia.
  - Carriere collegate: Paranormale, Forze dell'Ordine, Affari.

## Gli Zombie
Le nuove creature introdotte con questa espansione sono gli "Zombie". Gli "Zombie" si ottengono facendo risuscitare un Sim morto in un quartiere, usando il "Resurrettore", per poterli resuscitare bisogna spendere un tot di simoleon, meno simoleon si spenderanno, più probabilità ci sarà di far diventare il sim "Zombie".
Al contrario, pagando al Tristo Mietitore una somma elevata, si alzerà la probabilità che il sim resusciterà come "persona normale". I Sims Zombi, hanno parecchie limitazioni: hanno un passo strascicato quindi non possono correre, non possono avere bambini (ma possono fare lo stesso sesso), in compenso non invecchiano mai; hanno una personalità scontrosa.

## Band
Il gioco permette di far suonare assieme i Sim al basso, chitarra e batteria.